# Joseph Fred Naumann
Joseph Fred Naumann (4 de junio de 1949, San Luis, Misuri) es un obispo de la Iglesia católica en los Estados Unidos.  Sirve como el cuarto y actual Arzobispo de la arquidiócesis de Kansas City. También está sirviendo como el Administrador Apostólico de la diócesis de Kansas-Saint Joseph, Misuri.

## Vida e Iglesia
Naumann Nació en San Luis, Misuri, hijo de Fred y Louise (née Lukens) Naumann. Se graduó del Seminario Preparatorio en 1967 y de Cardinal Glennon Universidad en 1971. Después de servir como diácono en Florissant y completando sus estudios teológicos en Kenrick Seminary en 1975, Naumann fue ordenado sacerdote el 24 de mayo de aquel año mismo, para la Archidiócesis de St. Louis.
El 8 de julio de 1997, Naumann fue nombrado Obispo Auxiliar de St. Louis y Obispo Titular de Caput Cilla por el papa Juan Pablo II. Recibió la consagración episcopal el 3 de septiembre de ese mismo año por el Arzobispo Justin Rigali, como Obispo Consagrante y con los Obispos Edward O'Donnell y Edward Braxton como co-consagrantes.
Naumann, después de devenirservir como Administrador Apostólico de St. Louis en octubre de 2003, fue nombrado Coadjutor Arzobispo de Kansas el 7 de enero de 2004, sirviendo bajo el Arzobispo James Keleher. Él finalmente sucedió al Arzobispo Keleher al haber renunciado el 15 de enero de 2005.